# ديك رومني
ديك رومني (بالإنجليزية: Dick Romney)‏ هو لاعب كرة قاعدة أمريكي، ولد في 12 فبراير 1895 في مدينة سولت ليك في الولايات المتحدة، وتوفي بنفس المكان في 5 فبراير 1969.

## وصلات خارجية
- ديك رومني على موقع كلية كرة السلة في سبورتس رفرنس.كوم (الإنجليزية)